# Ubiquitäres Computing
Ubiquitäres Computing (aus englisch ubiquitous computing, kurz ubicomp) – auch allgegenwärtiges Rechnen oder zusammen Rechnerallgegenwart – bezeichnet die Allgegenwärtigkeit (oder Ubiquität; zu englisch ubiquity, aus lateinisch ubique ‚überall‘) der rechnergestützten Informationsverarbeitung (kurz EDV, IT oder englisch CAx).
Die Rechnerallgegenwart ist eine Voraussetzung für die Rechnerdurchdringung, also den Prozess der Verknüpfung aller Rechner und somit Sensoren, jedoch ist die Verknüpfung nicht automatisch durch die Existenz der Rechner gegeben.
Der Begriff wurde erstmals 1988 von Mark Weiser verwendet und 1991 in seinem Aufsatz The Computer for the 21st Century geprägt. Nach seiner Vision werden (Personal) Computer als einzelne Geräte verschwinden und durch „intelligente Gegenstände“ ersetzt werden. An Stelle von Computer und Internet als explizite Gegenstände der menschlichen Aufmerksamkeit soll das kommende sogenannte „Internet der Dinge“ den Menschen bei seinen Tätigkeiten unmerklich unterstützen. Es sollen ihm immer kleinere Computer Hilfestellung leisten, ohne abzulenken oder überhaupt aufzufallen.

## Entwicklung
Bereits heute steht der PC immer weniger im Mittelpunkt. Das (mobile) Internet gewinnt an Bedeutung. Nach Ansicht von Friedemann Mattern ließ sich die Dekade 2001–2010 dadurch charakterisieren, dass sich das Internet mit mobilen Anwendungen über seine klassische Domäne hinaus ausbreitet.

“In the 21st century the technology revolution will move into the everyday, the small and the invisible.”

„Im 21. Jahrhundert wird die technologische Revolution das Alltägliche, Kleine und Unsichtbare sein.“

Nach der ersten Ära der zentralen Mainframes, die von vielen Wissenschaftlern bedient wurden, sowie der zweiten Ära der PCs, die jedem Nutzer einen eigenen Computer zuordnete, kann Ubiquitous Computing als die dritte Computer-Ära bezeichnet werden, in der für jede Person viele Computer eingebettet in der Umgebung vernetzt arbeiten und ein „Netz der Dinge“ bilden.
Computer im Sinne des Ubiquitous Computing kommunizieren meist über ein mobiles Ad-hoc-Netz. Auf diese Weise können sie auch ein verteiltes System bilden. Viele Elemente des Internet der Dinge, wie es heute (Stand 2022) verstanden wird, wurden damit von der Vision des Ubiquitous Computing bereits skizziert.

## Kritik
Ubiquitous Computing bereitet Probleme beim Datenschutz. Überwachung lässt sich mit Techniken wie RFID besonders günstig und unauffällig bewerkstelligen. Das Bundesministerium für Bildung und Forschung hatte deshalb im Rahmen der Innovations- und Technikanalyse eine Studie zur Technikfolgenabschätzung von Ubiquitous Computing in Auftrag gegeben, die unter dem Namen „Technikfolgenabschätzung Ubiquitäres Computing und Informationelle Selbstbestimmung“ (TAUCIS) vom Unabhängigen Landeszentrum für Datenschutz Schleswig-Holstein und dem Institut für Wirtschaftsinformatik der Humboldt-Universität zu Berlin erstellt und im Herbst 2006 veröffentlicht wurde.
Energieaufwand, Ressourcenverbrauch und Müll sind ebenfalls Anlass für Kritik. Es lässt sich schwer abschätzen, welchen Energieaufwand die zusätzliche Technik bei der Herstellung und im Betrieb fordert, wie viele Ressourcen dabei gebunden werden und was mit dem Müll geschieht, beziehungsweise wie gut sich zum Beispiel Verpackungen mit einem RFID-Chip recyceln lassen.

## Einzelbelege
1. ↑  The Computer for the 21st Century (Memento vom 30. Juni 2007 im Internet Archive) (englisch) – Mark Weiser in Scientific American, September 1991.
2. ↑  Friedemann Mattern: Ubiquitous Computing: Schlaue Alltagsgegenstände – Die Vision von der Informatisierung des Alltags. (PDF; 50 kB) Institut für Pervasive Computing, ETH Zürich, 2004, abgerufen am 1. Dezember 2008.
3. ↑  TAUCIS – Technikfolgenabschätzung Ubiquitäres Computing und Informationelle Selbstbestimmung. (PDF) Unabhängiges Landeszentrum für Datenschutz Schleswig-Holstein und Humboldt-Universität Berlin, Juli 2006, archiviert vom Original (nicht mehr online verfügbar) am 12. Oktober 2007; abgerufen am 1. Dezember 2008 (4,46 MB).